# Parischnolea
Parischnolea är ett släkte av skalbaggar. Parischnolea ingår i familjen långhorningar.
Kladogram enligt Catalogue of Life:
| Parischnolea | \| \| Parischnolea excavata \| \| \| \| \| \| Parischnolea jatai \| \| \| \| |
|              | \| \| Parischnolea excavata \| \| \| \| \| \| Parischnolea jatai \| \| \| \| |
|              | Parischnolea excavata                                                        |
|              |                                                                              |
|              | Parischnolea jatai                                                           |
|              |                                                                              |